# Madonna col Bambino in trono e santi (Salmeggia)
La Madonna col Bambino in trono e santi  è un dipinto olio su tela realizzato da Enea Salmeggia  nel 1611, firmato e datato: AENEA SALMET(IA) MDXI per il santuario di San Patrizio, venendo poi collocato nel 1750 nella parrocchia intitolata a Santa Maria Assunta di Vertova.

## Storia e descrizione
Il dipinto era stato commissionato al pittore nembrese per il santuario di Colzate probabilmente dalla famiglia Zollio come indicherebbe lo stemma posto al centro della pittura. Alcuni membri della famiglia, erano tra gli amministratori del santuario. È documentata presente nell'abitazione di un certo Andrea Zollio di Vertova alla data del 26 luglio 1586 la cassa delle offerte, e Marco Zollio fu per un certo periodo presidente degli amministratori, incarico che passò poi a Benedetto Zollio nell'aprile del 1608.  La famiglia aveva raggiunto una certa ricchezza con il commercio di generi alimentari quali salumi e olio con due sedi a Venezia, in prossimità del Ponte di Rialto, e di San Marco. Alcuni personaggi entreranno a far parte della nobiltà nella città lagunare nel 1656. Il Salmeggia lo aveva anticipato con un disegno preparatorio, conservato negli archivi dalla misura di mm 35x160.
La tela raffigura la Madonna in trono col Bambino sulle ginocchia e in primo piano i santi raffigurati con i relativi attributi: san Giovanni Battista, san Patrizio genuflesso sul lato a sinistra, sul lato destro l'evangelista Marco e poi un altro santo che potrebbe essere identificato in san Giuseppe o forse Giacomo il Maggiore.
Il disegno preparatorio conservato presso l'Accademia Carrara presenta la medesima disposizione dei santi come nel dipinto, ma la Vergine è posta sopra un manto di nuvole, contrariamente al dipinto che la vede posta su di un ampio trono. Questa particolare raffigurazione ha assonanze con la tela del Moretto conservata nella chiesa di Sant'Andrea in via Porta Dipinta a Bergamo Madonna in trono col Bambino tra i santi Eusebia, Andrea, Domno e Domneone, anche il movimento della Vergine che si volte a destra, e il Bambino che pare sfuggire dalle sue braccia rivolgendosi contrariamente ai santi posti a sinistra, ha sicuramente caratteristiche prese dal dipinto del pittore bresciano realizzato nel 1537 ma che sicuramente il Salmeggia aveva potuto vedere e studiare molte volte.